# Ascogrammitis angustipes
Ascogrammitis angustipes är en stensöteväxtart som först beskrevs av Edwin Bingham Copeland, och fick sitt nu gällande namn av Michael Sundue. Ascogrammitis angustipes ingår i släktet Ascogrammitis och familjen Polypodiaceae. Inga underarter finns listade.